# Sergej Petrovič Novikov
Sergej Petrovič Novikov (rusko Серге́й Петро́вич Но́виков), ruski matematik, * 20. marec 1938, Gorki, Sovjetska zveza (sedaj Nižni Novgorod, Rusija), † 6. junij 2024.